# Cafeteria-roenbergensis-Virus
Das Cafeteria-roenbergensis-Virus (englisch Cafeteria roenbergensis virus, CroV, Spezies Rheavirus sinusmexicani) ist ein Virus mit den Isolaten (englisch strains, isolates) Bodo virus-pier water 1 (CroV BV-PW1, Referenzstamm) und Cafeteria roenbergensis virus MGF-2008 (CroV MGF-2008). Die Virusspezies ist monotypisch in ihrer Gattung Rheavirus (früher Cafeteriavirus genannt). Die Gattung ist der einzige bestätigte Vertreter in der Unterfamilie Aliimimivirinae (Stand 30. April 2024).

## Wirte
Entsprechend der ursprünglichen Bezeichnung als Cafeteria-roenbergensis-Virus galt die Spezies Cafeteria roenbergensis als Wirt dieser Viren.
Die Sequenzierung der 18S rDNA von C. roenbergensis ergab aber, dass die meisten der unter dem Namen C. roenbergensis hinterlegten Sequenzen nicht zu dieser Art gehörten, sondern zu einer neuen Art C. burkhardae Schoenle & Arndt, 2020, die nun als häufigste Art des Cafeteria-Komplexes gilt. Damit muss auch C. burkhardae als Wirtspezies diese Viren gelten.

## Morphologie
Die Cafeteriavirien sind im Meer vorkommende Viren, deren Virusteilchen (Virionen) einen Durchmesser von 280 nm haben. Diese Viren infizieren den im Zooplankton lebenden einzelligen Flagellaten der Art Cafeteria roenbergensis aus der Gattung Cafeteria.
CroV gehört zu den größten insgesamt bisher identifizierten Viren. Es wurde bereits in den frühen 1990er Jahren vor der Küste von Texas (USA) entdeckt, ist möglicherweise entfernt mit dem Mimivirus verwandt und wird dem Phylum Nucleocytoviricota (früher Nucleocytoplasmic large DNA viruses (NCLDV)) zugerechnet.
Viele Bakteriophagen haben spezifische Portalstrukturen für die DNA-Verpackung oder die Genomübertragung während der Infektion der Wirtszelle, siehe Caudovirales.
Ein sogenanntes „Star-Gate“-Portal (auch Stargate geschrieben) wurde auf dem Kapsid des Mimivirus APMV nachgewiesen.
Mit der gleichen Technik wurde festgestellt, dass das Kapsid des Chlorovirus PBCV-1 einen modifizierten Scheitelpunkt (Vertex) mit einer Tasche unterhalb einer nadelartigen Spike-Struktur aufweist, durch den das Genom in die Wirtszelle eingebracht wird.
Bei CroV gibt es möglicherweise eine ausgezeichnete Achse mit zwei gegenüberliegenden Polen (englisch two opposing vertices) im ansonsten ikosaedrisch aufgebauten Kapsid, die ein solches (größenmäßig kleines) Portal anzeigen könnten. Ein eindeutiger Nachweis war Xiao et al. (2017) jedoch nicht gelungen, genauere Untersuchungen sind daher noch nötig.

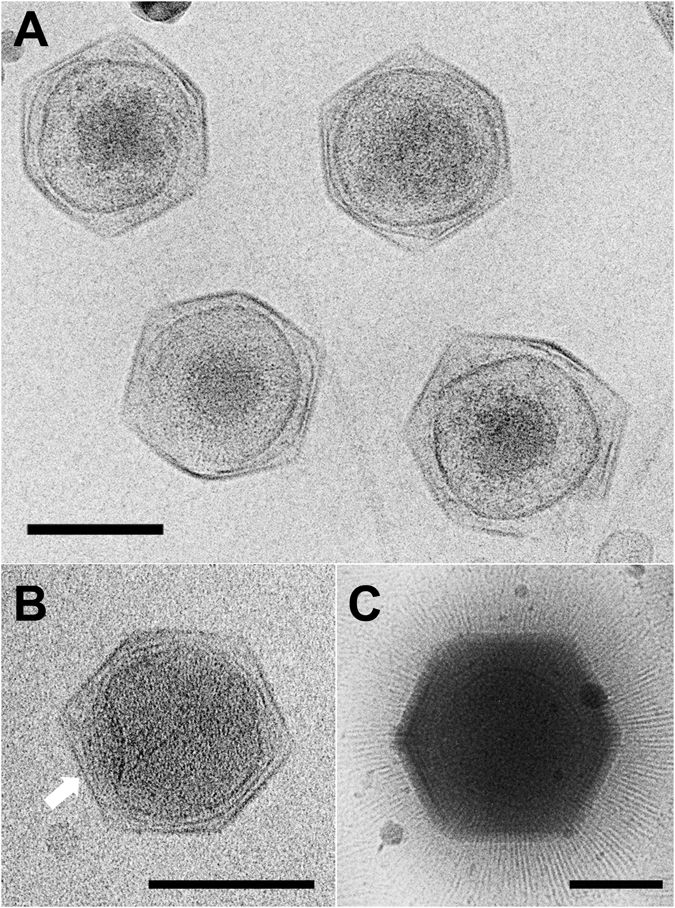
Kryo-EM-Aufnahmen von Virionen des Cafeteriavirus CroV (A,B) und des Mimivirus APMV (C) im Vergleich. Bei CroV fehlen die Filamente („Haare“) des APMV. (B) zeigt eine konkave Vertiefung der Innenmembran.
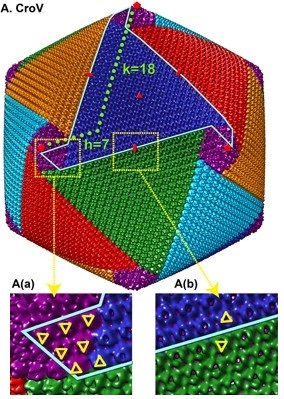
Kryo-EM-Rekonstruktion des ikosaedrischen CroV-Virions.
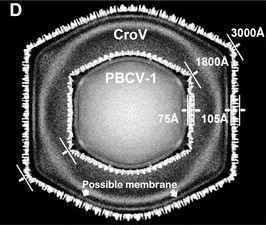
Querschnitt der Kryo-EM-Darstellung von CroV, überlagert mit der des Chlorovirus PBCV-1. CroV hat nicht nur einen größeren Durchmesser der Virionen (300 nm vs. 180 nm), seine Kapsidschicht ist auch dicker (10,5 nm vs. 7,5 nm). Umrechnung 10 Å = 1 nm

## Genomgröße

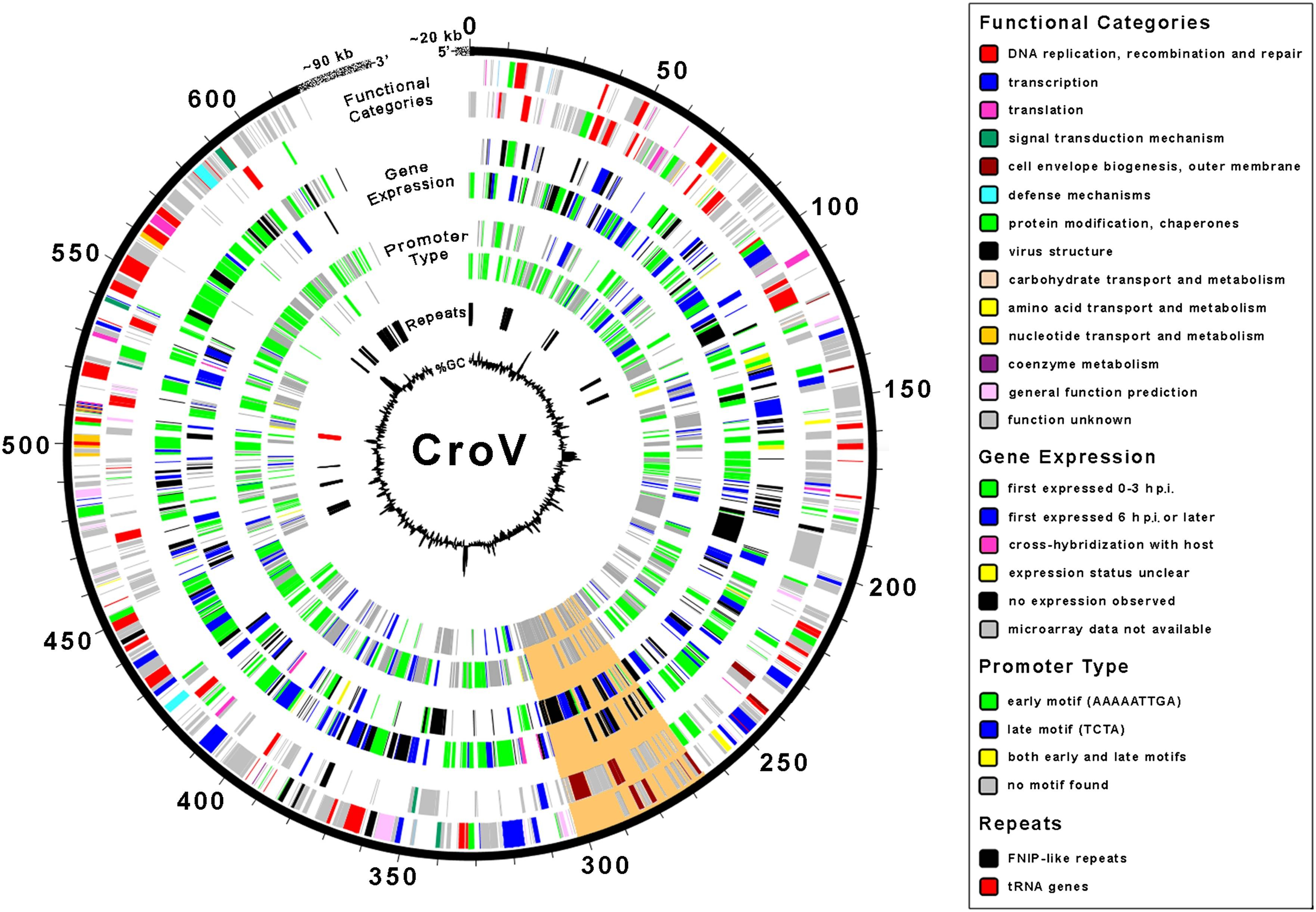
Genomkarte von CroV.

Mit einer Genomlänge von bis zu etwa 730 kbp (DNA-Nukleinbasenpaaren) und über 500 erkannten Genen ist das Erbgut dieses großen Meeresvirus im Gegensatz zu vielen einfach aufgebauten Viren sehr umfangreich und übertrifft sogar das Erbgut einiger komplexer Einzeller. Cafeteria roenbergensis virus BV PW1 hat beispielsweise eine Genomlänge von 617.453 bp bei vorausgesagt 544 kodierten Proteinen. Der GC-Gehalt liegt bei 23 %, vergleichbar mit Hokovirus (21,4 %) und Choanovirus 1 (22 %), zwei anderen (aus Metagenomanalysen) vorgeschlagenen Riesenviren.
Wie andere Viren auch, muss das Cafeteria-roenbergensis-Virus für seine Replikation in eine Wirtszelle eindringen, jedoch kann es auf Grund seines umfangreichen Erbguts wichtige Zellbestandteile selbständig herstellen. So exprimieren bestimmte Gene unter anderem DNA-Reparatur-Enzyme, die bei anderen Viren bisher nicht gefunden wurden. Ein anderer etwa 38.000 Basenpaare großer Erbgut-Abschnitt ist wahrscheinlich bakterieller Herkunft und codiert Enzyme, die zur Synthese von Kohlenhydraten notwendig sind. Genau derartige Kohlenhydrate bilden auch die äußere Zellmembran mancher Bakterienstämme.
CroV kodiert für acht Untereinheiten der DNA-abhängigen RNA-Polymerase und außerdem für mindestens sechs Transkriptionsfaktoren, wodurch das DNA-Genom ohne die Verwendung von Proteinen der Zelle in mRNA umgeschrieben werden kann. CroV kann dann die mRNAs mit Hilfe der Translationsmaschine der Zelle in Proteine übersetzen, indem es seine eigene tRNA-Synthetase, tRNA und Translationsinitiationsfaktoren verwendet, um die Translation zu seinem eigenen Vorteil zu optimieren.
Das CroV-Genom wird nicht in das Genom der Wirtszelle integriert.
Da man – nach Angabe der Forscher – ein Großteil der in diesem Virus gefundenen genetischen Ausrüstung nur in einer lebenden Zelle erwarten würde, verwischt das Cafeteria-roenbergensis-Virus die Grenze zwischen Viren/Virionen und lebenden Organismen und stellt damit die unter Wissenschaftlern weit verbreitete Einschätzung der Viren als Nichtlebewesen in Frage.

## Replikation und Virophage
CroV dringt über Phagozytose in seine Wirtszellen ein. Sobald es in der Zelle ist, zerlegt sich das CroV-Kapsid, wodurch die viralen Proteine und das Genom freigesetzt werden.
CroV verbleibt im Zytoplasma, wo es ähnlich wie andere Mimiviridae eine sog. Virusfabrik bildet.
Dies sind große Konstrukte, in denen die Replikation unabhängig vom Wirtszellkern stattfindet.
CroV macht keinen Gebrauch von der Transkriptions- oder Translationsmaschinerie der Wirtszelle.
Die Replikation von CroV findet wie bei anderen Mimiviridae in großen Konstrukten statt, die man Virusfabriken nennt. Es wird angenommen, dass hier die DNA-Replikation, die Transkription und der Partikelzusammenbau (Assemblierung) stattfinden.

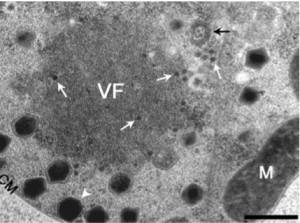
CroV repliziert in einer Virusfabrik (VF). Die weiße Pfeilspitze zeigt neu gebildete CroV-Partikel an. Es liegt eine Koinfektion mit dem Virophagen Mavirus vor, die weißen langstieligen Pfeile zeigen dessen kleine Partikel an.
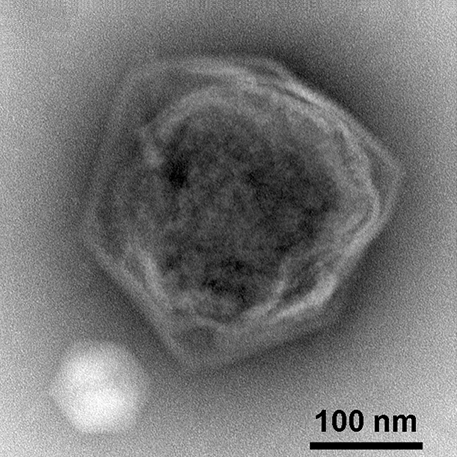
Virion von CroV mit seinem Virophagen Mavirus unten.

CroV ist Wirt des Virophagen Mavirus: Die Virusfabriken sind auch die primären Ziele des Virophagen Mavirus, der die CroV-Maschinerie zur Replikation nutzt.Mavirus ist ein dsDNA-Virus mit unsegmentiertem, zirkulärem Genom mit einer Größe von 19.000 kb. Eine Koinfektion mit Mavirus reduziert die Sterblichkeit der Wirtszellen, indem es die CroV-Infektion und -Replikation stört.
Das Genom von CroV selbst wird zwar nicht in das Genom der Wirtszelle integriert.
Mavirus kann sich in das Genom der Zellen von Cafeteria burkhardae integrieren und verleiht der Population dadurch Immunität.
Stämme  von C. burkhardae mit ins Genom integrierten „endogenen“ Virophagen (englisch endogenous mavirus-like elements, EMALEs) können diese daher als Abwehrmechanismus gegen CroV benutzen.

## Bedeutung für das Ökosystem Ozean
Da das Cafeteria-roenbergensis-Virus eine im Meer weit verbreitete Plankton-Art (Cafeteria roenbergensis) befällt, die sich ihrerseits von Bakterien ernährt und damit die Basis der marinen Nahrungskette darstellt, hat es wahrscheinlich einen großen Einfluss auf das Ökosystem der Ozeane, da ein Virenbefall beispielsweise auch einen Zusammenbruch von Cafeteria-Populationen bewirken kann.

## Systematik
Ein naher Verwandter des CroV scheint die aus einer Metagenomanalyse von Waldbodenproben identifizierte Kandidatenspezies Faunusvirus sp. (nicht zu verwechseln mit der offiziellen Gattung Faunusvirus der Chaseviridae) zu sein. Die meisten Autoren sehen die Cafeteriaviren als basale (mit Stand 2018 noch unbenannte) Unterfamilie innerhalb der Klade der ‚herkömmlichen‘ Mimiviridae (die Mimiviridae ohne die neuerdings als Unterfamilie „Mesomimiviridae“ vorgeschlagene und früher OLPG genannte Gruppe). Eine alternative Sicht (CNRS 2018) rückt die Cafeteriaviren in die Nähe der Klosneuviren und schlägt daher eine gemeinsame Unterfamilie Aquavirinae vor.

## Etymologie
Der neue Gattungsname Rheavirus ist nach der Titaniden Rhea aus der griechischen Mythologie benannt. Das Artepitheton sinusmexicanus verweist auf die Isolierung aus dem Golf von Mexiko hindeutet.